# 帕维尔·萨穆先科
帕维尔·德米特里耶维奇·萨穆先科（俄語：Павел Дмитриевич Самусенко，2001年8月9日—），俄罗斯男子游泳运动员，2021年世界短池锦标赛男子4×50米混合泳接力金牌得主和男子4×100米混合泳接力铜牌得主、2024年世界短池锦标赛男子4×100米混合泳接力、混合4×50米混合泳接力和混合4×100米混合泳接力金牌得主、2025年世界锦标赛男子50米仰泳铜牌得主。